# Скит Св. Матроне Московске
Скит Св. Матроне Московске посвећен је Св. Матрони Московској, светици Руске православне цркве. Овај женски скит  налази се у селу Ковачи (Котор) у Грбљу, Црна Гора, а у склопу је манастира Рустово, у Црној Гори.